# D. Emmert Brumbaugh
David Emmert Brumbaugh (* 8. Oktober 1894 in Martinsburg, Blair County, Pennsylvania; † 22. April 1977 in Claysburg, Pennsylvania) war ein US-amerikanischer Politiker. Zwischen 1943 und 1947 vertrat er den Bundesstaat Pennsylvania im US-Repräsentantenhaus.

## Werdegang
Emmert Brumbaugh besuchte die öffentlichen Schulen in North Woodbury und danach die Summer Normal School in Martinsburg. Anschließend studierte er an der International Correspondence School in Scranton. Im Jahr 1914 begann er in Claysburg im Bankgewerbe zu arbeiten. Während des Ersten Weltkrieges diente er von 1918 bis 1919 als Soldat in der US Army. Seit 1921 arbeitete er in der Holzbranche. Später gründete er eine Versicherungsagentur. Von 1939 bis 1943 war er Kurator der Pennsylvania Industrial School in Huntingdon. Er wurde Mitglied der Republikanischen Partei.
Nach dem Rücktritt des Abgeordneten James E. Van Zandt wurde Brumbaugh bei der fälligen Nachwahl für den 23. Sitz von Pennsylvania als dessen Nachfolger in das US-Repräsentantenhaus in Washington, D.C. gewählt, wo er am 2. November 1943 sein neues Mandat antrat. Nach einer Wiederwahl im 22. Wahlbezirk seines Staates konnte er bis zum 3. Januar 1947 im Kongress verbleiben. Diese Zeit war von den Ereignissen des Zweiten Weltkrieges und dessen Folgen geprägt. Im Jahr 1946 verzichtete er auf eine weitere Kandidatur.
Zwischen 1947 und 1951 war Brumbaugh Bankbeauftragter (Secretary of banking of the Commonwealth of Pennsylvania) seines Heimatstaates. Danach war er weiterhin im Bankgewerbe tätig. Er wurde Präsident der First National Bank of Claysburg. Zwischen 1963 und 1967 gehörte er dem Senat von Pennsylvania an. Emmert Brumbaugh starb am 22. April 1977 in Claysburg und wurde in seinem Geburtsort Martinsburg beigesetzt.